# Lepidostoma crenatum
Lepidostoma crenatum is een fossiele soort schietmot uit de familie Lepidostomatidae.